# اولخووک
اولخووک (به لهستانی:  Ulhówek) یک روستا در لهستان است که در گمینا اولخووک واقع شده‌است. اولخووک ۱٬۲۶۲ نفر جمعیت دارد.